# ضفدع نيفادا أصفر الأقدام
ضفدع نيفادا أصفر الأقدام (الاسم العلمي: Rana sierrae) (بالإنجليزية: Nevada yellow-legged frog)‏ هو نوع من البرمائيات يتبع جنس الضفدع الحقيقي من فصيلة الضفادع الحقيقية.